# Гіллесгайм (Майнц-Бінген)
Гіллесгайм (нім. Hillesheim) — громада в Німеччині, розташована в землі Рейнланд-Пфальц. Входить до складу району Майнц-Бінген. Складова частина об'єднання громад Райн-Зельц.
Площа — 5,54 км2. Населення становить 681 ос. (станом на 31 грудня 2020).

## Галерея

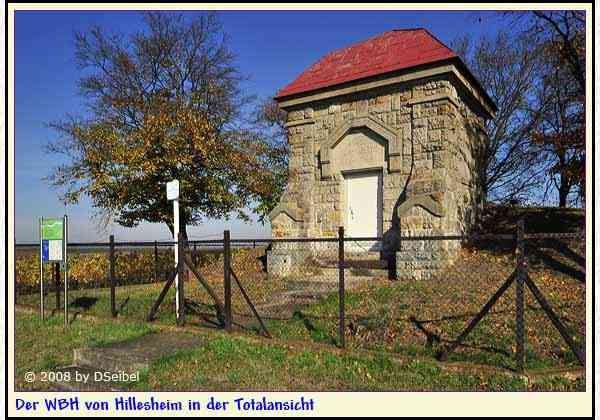
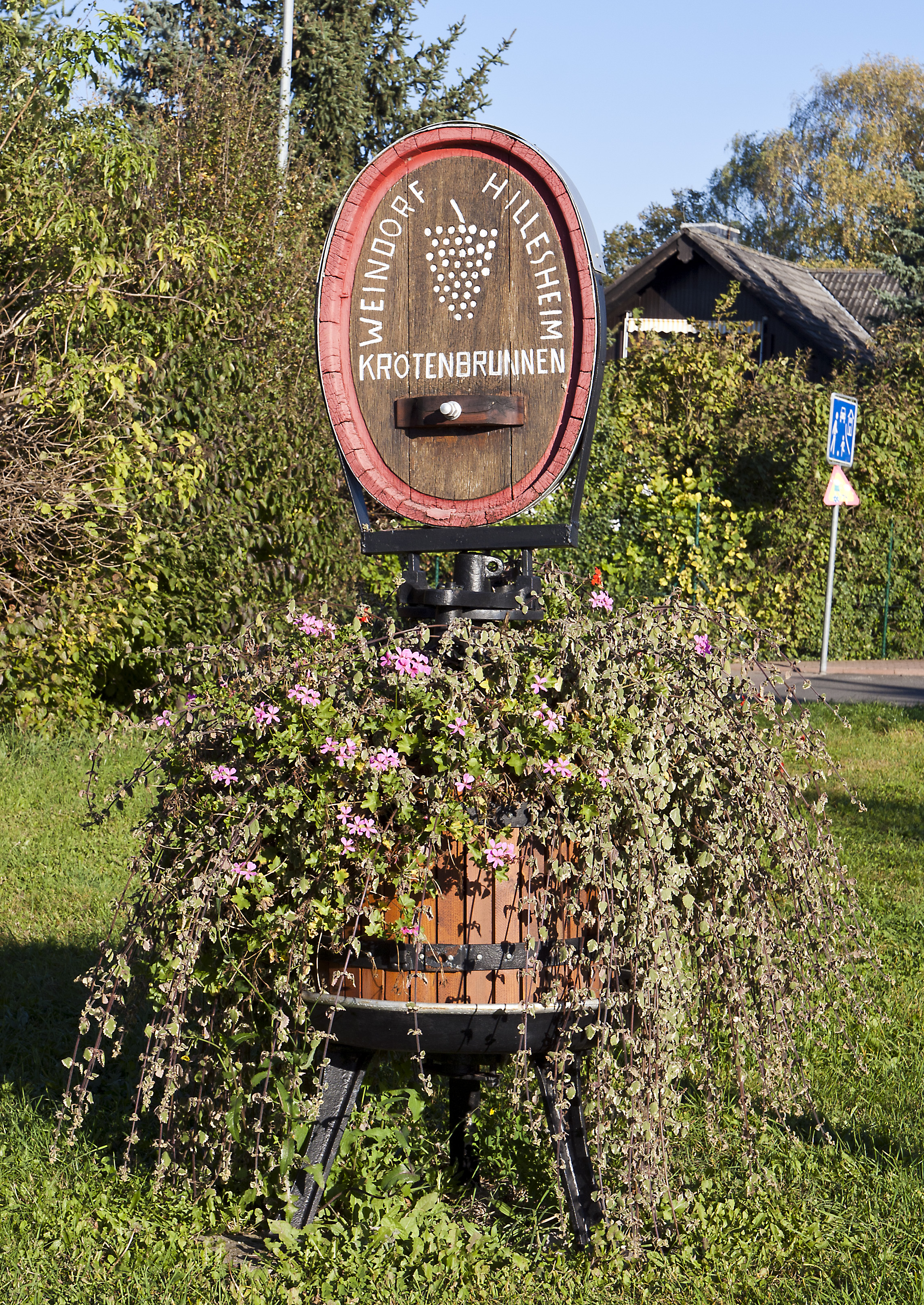